# Menkheperre Ini
Menkheperre Ini (hay Iny Si-Ese Meryamun) là pharaon cuối cùng thuộc Vương triều thứ 23 trong lịch sử Ai Cập cổ đại. Tuy nhiên, ông không phải là một thành viên trong hoàng gia của tiên vương Rudamun.

## Trị vì
Menkheperre Ini cai trị Thebes trong khoảng 5 năm sau khi Rudamun băng hà. Sự xuất hiện của Ini lần đầu tiên được chứng thực trên một phù điêu đánh dấu năm thứ năm của nhà vua tại đền thờ Khonsu, được tìm thấy bởi Helen Jacquet-Gordon vào năm 1979. Ini còn được chứng thực qua một tấm bản đồng có ghi tên riêng của Ini (Đại học Durham), một mảnh gốm tại Abydos và tấm bia Louvre C100 (Bảo tàng Louvre).
Jean Yoyotte cho rằng, cái tên Menkheperre thích hợp cho vua Iny hơn là Piye của Vương triều thứ 25, vì trước đây họ thường gán cái tên đó cho Piye. Ini có thể đã bị lật đổ sau cuộc xâm lược vào năm 20 của Piye, nhưng cũng có thể Piye sẽ giữ Ini lại như một chư hầu của mình. Nhưng người kế nhiệm sau đó của Piye, Shabaka đã trừ khử Ini và tiến hành xóa bỏ tên ông trên các vật thể.